# Panaque cochliodon
Panaque cochliodon är en fiskart som först beskrevs av Steindachner, 1879.  Panaque cochliodon ingår i släktet Panaque och familjen Loricariidae. Inga underarter finns listade i Catalogue of Life.